# 126e régiment d'infanterie (France)
Pour les articles homonymes, voir 126e régiment.
Le 126e régiment d'infanterie (126e RI) est un régiment d'infanterie de l'Armée de terre française formé à partir de deux régiments d'infanterie hollandais en 1810.

## Chefs de corps
- 1793 - 1796 : Chef de brigade Marillac
- de 1796 à 1810 le no 126 est vacant
- 1810 - 1813 : colonel Dumoulin
- de 1813 à 1870 le no 126 est vacant
- 1870 : colonel Neltner
- 1870 : lieutenant-colonel Duban
- 1871 : colonel Voynant
- 1873 : colonel Denuc
- 1877 : colonel Bergeron
- 1878 : colonel de Saint-Mars
- 1878 : colonel Doumenjou
- 1881 : colonel Bournenfou
- 1885 : colonel Desfrancois de Ponchalon
- 1887 : colonel Montagne
- 1894 : colonel Roget
- 1897 : colonel de la Brousse de Veyrazet
- 1906 : colonel Roustan
- 1908 : colonel Chandezon
- 1913 : colonel Dubois
- 28 août 1914 : lieutenant colonel Laporte († 26 avril 1915)
- 5 mai 1915 : lieutenant colonel Bressan († 25 septembre 1915)
- 1er octobre 1915 : lieutenant colonel Labourdette
- 31 mars 1918 : lieutenant colonel Bontemps
- 6 octobre 1918 : lieutenant colonel Cholet
- 6 juin 1919 : lieutenant colonel Larrieu
- 1926 : colonel Tixier
- 1928 : lieutenant-colonel Foures
- 1930 : colonel Sonnerat
- 1931 : colonel Baille
- 1934 : colonel Vital
- 1936 : colonel Papillon
- 1938 : colonel Duche
- 1940 : colonel Donnat
- 1944 : commandant Passemard
- 1945 : colonel Godefroy
- 1946 : chef de Bataillon Lagasquie
- 1947 : chef de Bataillon Basseres
- 1948 : chef de Bataillon Dumas
- 1950 : chef de Bataillon Habert
- 1952 : lieutenant-colonel de Martin du Tyrac de Marcellus
- 1954 : lieutenant-colonel Helme-Guizon
- 1956 : colonel Henry
- 1958 : colonel Parisot
- 1958 : colonel Gueneau
- 1961 : colonel Galle
- 1963 : chef de bataillon Toulouse
- 1964 : chef de bataillon Pellabeuf
- 1964 : colonel Audibert
- 1965 : colonel du Bois de Gaudusson
- 1967 : colonel Lacoste
- 1969 : lieutenant-colonel Blanquefort
- 1971 : colonel Burgard
- 1973 : colonel Goerger
- 1975 : colonel Fregiere
- 1977 : colonel de la Moriniere
- 1979 : colonel Mestelan
- 1981 : colonel Castagne
- 1983 : colonel Langlois
- 1984 : colonel Anglade
- 1985 : colonel Rozec
- 1987 : colonel Brousse
- 1989 : colonel  Christian Renault
- 1991 : colonel  Robert Bresse
- 1993 : colonel Seguret
- 1995 : colonel Beauval
- 1997 : colonel Martin
- 1999 : colonel Herbert
- 2001 : colonel Lesimple
- 2003 : colonel Emmanuel Didier
- 2005 : colonel Barnay
- 2007 : colonel Malassinet
- 2009 : colonel Goisque
- 2011 : colonel Secq
- 2013 : colonel Ponchin
- 2015 : colonel Mollard
- 2017 - 2019 : colonel Perot
- 2019 : colonel Stéphane Gouvernet
- 2021 : colonel François Ferraton
- 2023 : colonel Paul Sadourny[1]
- 2025 : colonel Antoine Naulet

## Historique des garnisons, combats et batailles du126eRI

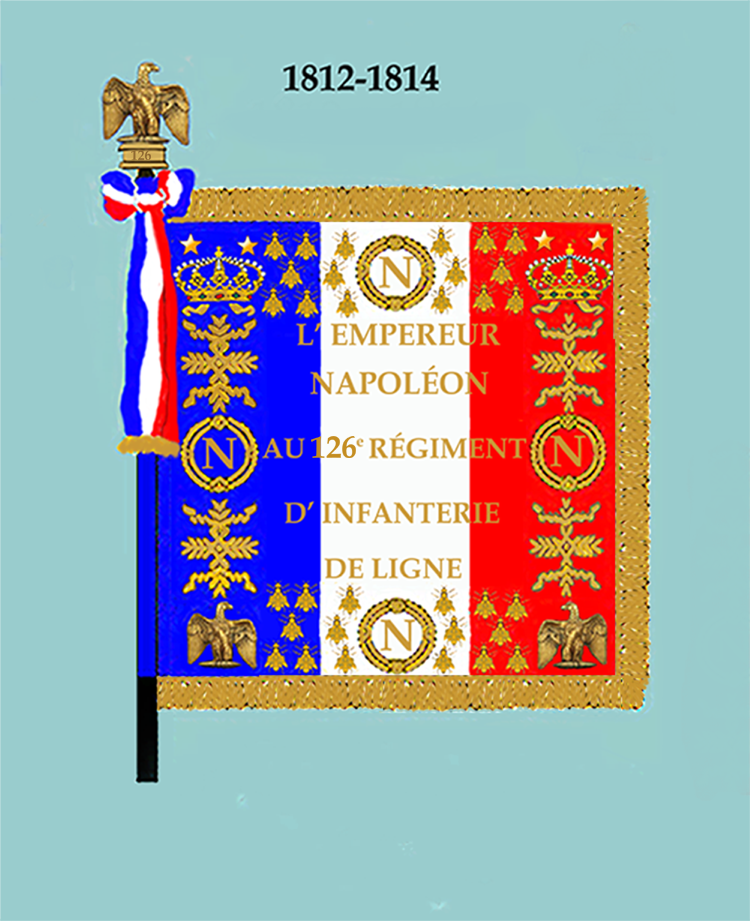
Drapeau modèle de 1812 (avers).
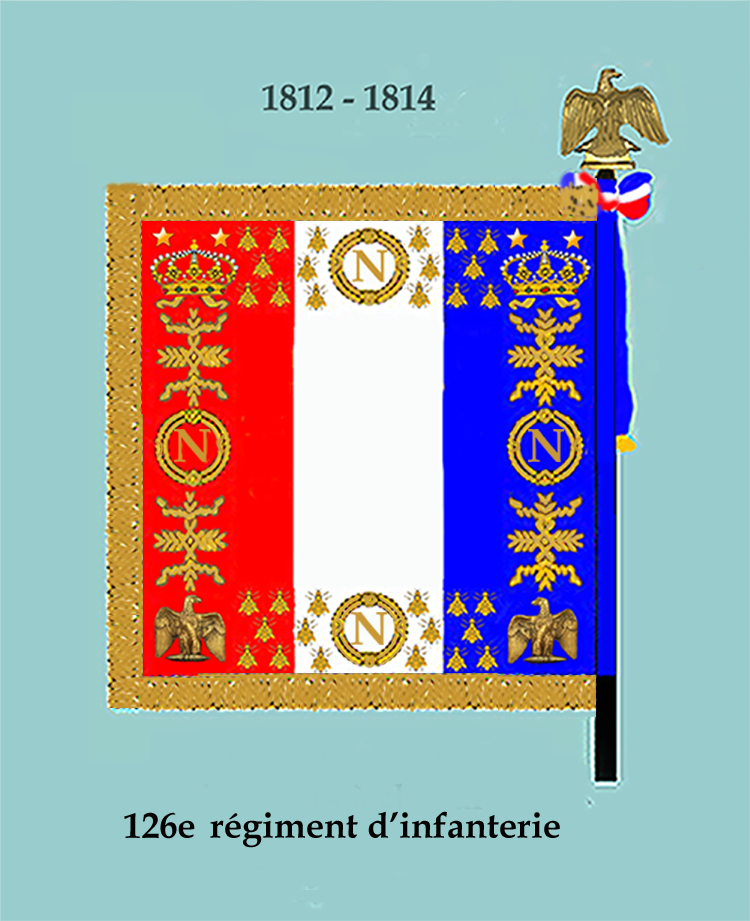
Drapeau modèle de 1812 (revers).
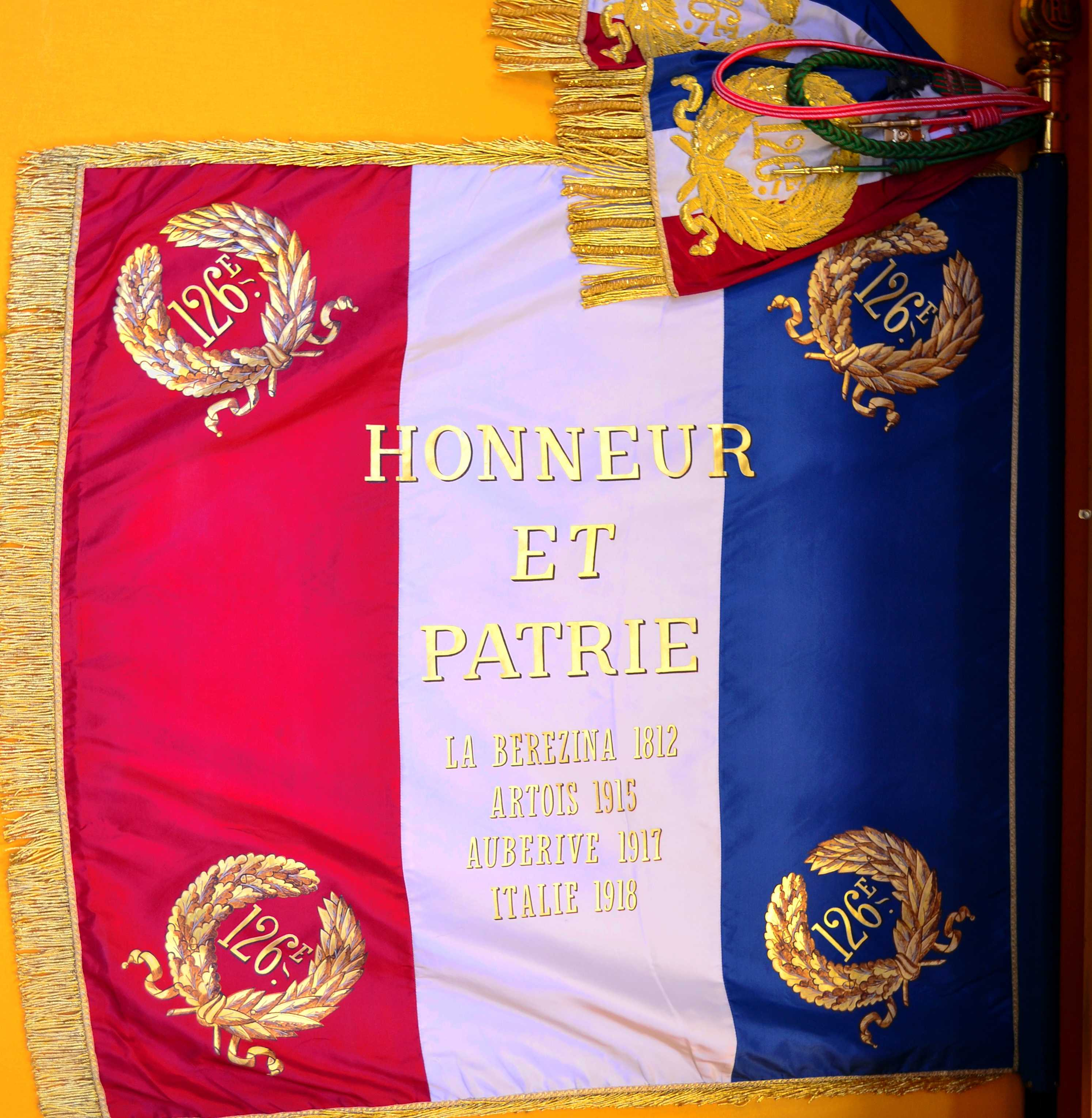
5e Drapeau du 126e RI.

### RévolutionetEmpire
- 1793 : création de la 126e demi-brigade de bataille, à partir du 2e bataillon du régiment d’infanterie, auquel sont associés le 2e bataillon des volontaires de l’Ain et le 3e bataillon de volontaires de la Nièvre[2].
- 1810 : création du 126e régiment d'infanterie de ligne à partir du 5e régiment d'infanterie et du 1er bataillon du 8e régiment d'infanterie du royaume de Hollande, lors de l'annexion de celui-ci[2].
- 1811 : affecté à la surveillance des côtes du nord de la France, face aux Anglais[3].
- 1812 : participe à la Campagne de Russie[2] où il couvre le passage de la Berezina[3].

### Second Empire
- 1870 : participe à la défense de Paris[3].
- 25 mars 1871 : par décision ministérielle, quatre régiments provisoires sont formés avec des militaires rentrés de captivité. Le 19e RI prend naissance le 19 mai 1871 à Lyon[2].
- 4 avril 1872 : par décret du Président de la République, le régiment est définitivement constitué et prend le nom de 126e RI, composé de 4 bataillons à 4 compagnies[2].
- 5 juillet 1875 : le régiment se déplace vers le midi pour aider les populations sinistrées à la suite d’inondations[2].
- juillet 1876 : le régiment cantonne à Toulouse jusqu’en 1907[2].
- 1907 : s'établit à Brive-la-Gaillarde[3].

### Première Guerre Mondiale
- Caserne Brune, ancien stationnement du régiment à Brive-la-Gaillardeaoût 1914 : participe à la bataille de la Marne[2].1915 : bataille d'Artois.
- 1916 : bataille de Verdun[2].

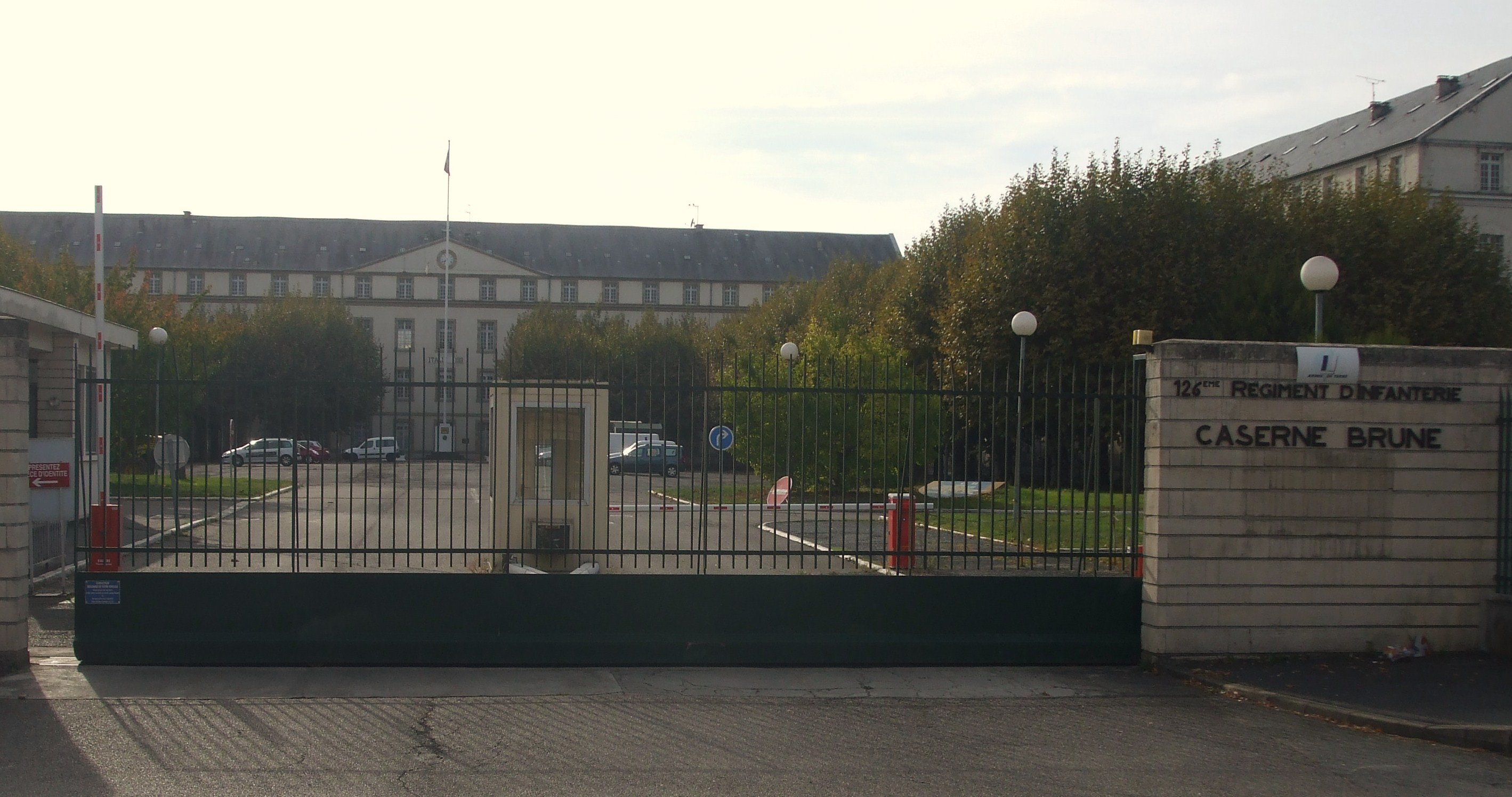
Caserne Brune, ancien stationnement du régiment à Brive-la-Gaillarde

- 1917 : bataille du Chemin des dames[2] et Auberive[4].
- 1918 : envoyé en Italie, participe à la bataille de Pavie[2].

### Entre-deux-guerres
- janvier 1939 : plan de barrage dans les Pyrénées-Orientales visant à empêcher les militaires de l'armée populaire de la République espagnole, vaincue par les rebelles franquistes, en pleine Retirada, de passer en France[5].

### Seconde Guerre mondiale
- 5 août 1940 : dissolution[4].
- 1944 : reconstitué officiellement en 1944 à partir des maquis de la Résistance de la Corrèze et de la Dordogne[4], participe à la prise de Karlsruhe et Rastatt[2].

### Depuis la Seconde Guerre mondiale
- 1947 - 1948 : séjour en Algérie[2].
- 1976, le régiment rejoint la 15e division d’infanterie[3].
- Décembre 1984 - juin 1985 : une partie du régiment (sur la base du volontariat puisque les soldats sont des appelés VSL ou non) part au sud Liban au sein de la FINUL en mission de paix et d'interposition entre les mouvances libanaises et tsahal.
- 1992 - 1994 : participe à la FORPRONU en Bosnie-Herzégovine[3].
- 1998 : professionnalisation[2].
- 1999, il rejoint la 3e brigade mécanisée. Il est ensuite engagé au Tchad, en Afghanistan, au Kosovo, en République de Côte d’Ivoire et en République centrafricaine[3].
- 2004 : envoyé à Abidjan pour participer à l'évacuation des ressortissants français[3].
- 2017 : participe à l'opération Barkhane au Mali[3].
- 2023 : reçoit un nouveau commandant[6].
- mars 2024 : se prépare à l'éventualité d'une intervention en Ukraine[7],[8].

### Le régiment aujourd'hui

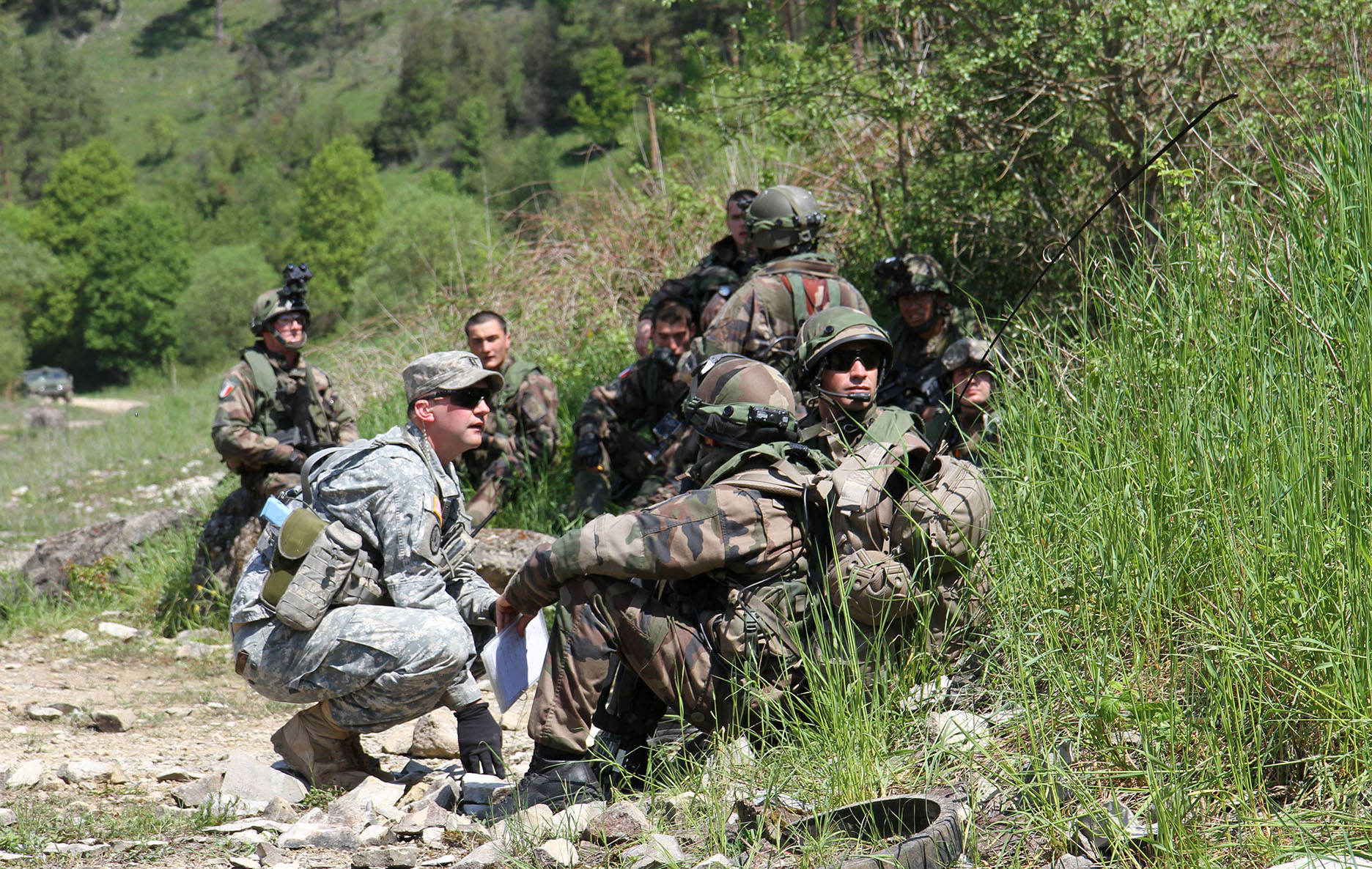
Membres du RI et un observateur de l'US Army en manœuvres en Allemagne en 2014.

En 2022, le 126e régiment d’infanterie (RI) emploie 1 200 militaires et 100 civils.

#### Missions
Le régiment est spécialisé dans l’engagement d’urgence et aux actions amphibies.

C'est un régiment mobile, aérotransportable, polyvalent, particulièrement efficace dans le combat rapproché et en zone urbaine.

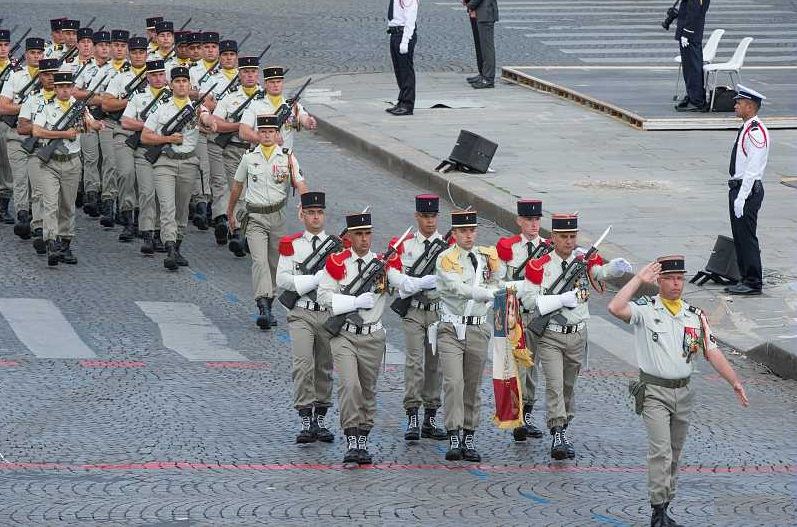
Défilé du régiment sur les Champs-Élysées le 14 juillet 2016.

## Drapeau
Il porte, cousues en lettres d'or dans ses plis, les inscriptions suivantes :
- Bérézina 1812 ;
- Artois 1915 ;
- Aubérive 1917 ;
- Italie 1918[3].

## Décorations
Le 4 décembre 1918, le régiment reçoit la Croix de guerre 1914-1918, avec deux palmes et de la fourragère aux couleurs de la croix de guerre.
Le 23 novembre 2011, il a reçu la Croix de la Valeur militaire avec une palme de bronze (une citation à l'ordre de l'armée) au titre de l'opération Pamir en Afghanistan.
La décision du 9 janvier 2025 attribution au régiment la Croix de la Valeur militaire avec palme de bronze au titre de l'opération "Serval - Barkhane"

## Personnages célèbres ayant servi au126eRI
- Marie-Georges Picquart, Acteur central de l'affaire Dreyfus, il découvre les preuves de la trahison de Ferdinand Walsin Esterhazy, à la place duquel le capitaine Dreyfus a été accusé, dégradé et condamné sur de fausses preuves, et participe au rétablissement de la vérité, malgré la pression de sa hiérarchie. Tout comme Dreyfus, il est condamné bien qu'innocent, et incarcéré. Les deux hommes sont réhabilités en même temps, en 1906. Il reprend ensuite le cours de sa carrière militaire au grade de général de division et rejoint la même année le premier gouvernement Clemenceau en tant que ministre de la Guerre.
- Jean Colombier
- Louis-Henry Destel
- François Coli
- Louis Godefroy, alias Marcel, alias Robert, alias Auriac, alias Rivière, il a été militant communiste, connu pour ses faits de résistance durant la Seconde Guerre mondiale. Il commande le 126e RI, jusqu'à sa dissolution le 1er avril 1946 après neuf mois d'occupation en Allemagne.
- Martial Brigouleix, officier de réserve et commandant de la 5e compagnie du 126e RI de septembre 1939 à juillet 1940. Démobilisé, il est arrêté en tant que membre actif de la résistance. Torturé à Limoges, il tombe sous les balles allemandes dans les douves du Mont Valérien le 2 octobre 1943. Chevalier de la Légion d'honneur, compagnon de la Libération[12], titulaire de trois citations, il est mort pour la France.
- Raymond Farro, officier saint-cyrien, capitaine au 126e RI en 1939. Blessé pendant la campagne de France[13], il s'engage dès 1941 dans la résistance et devient le chef départemental puis régional de l'Armée secrète. Arrêté une première fois en 1943, il parvient à s'échapper et poursuit sa lutte contre l'occupant. Arrêté par la Gestapo le 20 mars 1944, il est torturé puis fusillé le 2 avril 1944.

## Devise
La devise du régiment est "Fier et vaillant !".

## Insigne
L'insigne est composé de :
- un Bison : symbole de force et de puissance ;
- la Croix de Lorraine : en souvenir du 156e RI venu se fondre avec le 126 et dont le régiment garde la lointaine tradition ;
- les épis de blé : qui figurent dans les armes de la ville de Brive-la-Gaillarde[15].

## Monument aux morts régimentaire

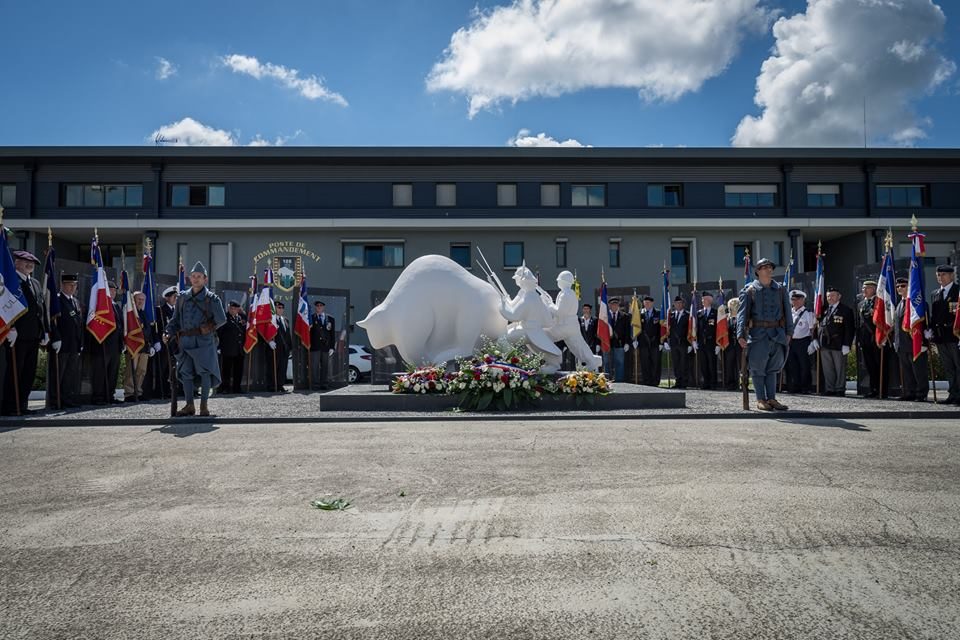
Monument aux morts du régiment d'Infanterie entouré des porte-drapeaux des associations patriotiques, le 1er juin 2018.

Le Monument aux morts du régiment a été inauguré le 1er juin 2018 dans la caserne Laporte à Brive-la-Gaillarde,,.
La sculpture a été réalisée par Guy Geymann, artiste nommé peintre officiel de l'armée en 2009. L'œuvre a été terminé le 18 juillet 2017 peu avant son décès le 7 août 2017.